# Drimia pumila
Drimia pumila är en sparrisväxtart som beskrevs av Ined. Drimia pumila ingår i släktet Drimia och familjen sparrisväxter.
Artens utbredningsområde är Nigeria. Inga underarter finns listade i Catalogue of Life.